# Marco Polo Donckers Koffie
L'equip Marco Polo Donckers Koffie (codi UCI: MPC) va ser un equip ciclista professional etíop, d'origen hongkonguès i xinès, que va competir de 2003 a 2012. A partir de 2005 va tenir categoria continental. Disputava principalment curses dels circuits continentals de ciclisme.

## Principals resultats
- Tour de Faso: Maarten Tjallingii (2003)
- Tour de Corea: Cory Lange (2004)
- Volta a Indonèsia: Nathan Dahlberg (2004)
- Tour de Tailàndia: Li Fuyu (2006)
- Tour de Siam: Thomas Rabou (2006)

### A les grans voltes
- Giro d'Itàlia
  - 0 participacions
- Tour de França
  - 0 participacions
- Volta a Espanya
  - 0 participacions

## Classificacions UCI
Fins al 1998 els equips ciclistes es trobaven classificats dins l'UCI en una única categoria. El 1999 la classificació UCI per equips es dividí entre GSI, GSII i GSIII. D'acord amb aquesta classificació els Grups Esportius I són la primera categoria dels equips ciclistes professionals. La següent classificació estableix la posició de l'equip en finalitzar la temporada.
| Temporada | Classificació per equips | Millor ciclista en la classificació individual |
| --------- | ------------------------ | ---------------------------------------------- |
| 2003      | 21è (GSIII)              | Maarten Tjallingii (754è)                      |
| 2004      | 27è (GSIII)              | Robin Reid (530è)                              |

A partir del 2005, l'equip participa en els Circuits continentals de ciclisme. La taula presenta les classificacions de l'equip al circuit, així com el millor ciclista individual.
UCI Àfrica Tour
| Temporada | Classificació per equips | Millor ciclista en la classificació individual |
| --------- | ------------------------ | ---------------------------------------------- |
| 2006      | 7è                       | Jean-Noël Wolf (55è)                           |
| 2009      | 14è                      | Jacobus Venter (57è)                           |
| 2011      | 20è                      | Estifanos Gebresilassie (170è)                 |

UCI Amèrica Tour
| Temporada | Classificació per equips | Millor ciclista en la classificació individual |
| --------- | ------------------------ | ---------------------------------------------- |
| 2005      | 26è                      | Michael Carter (351è)                          |
| 2008      | 39è                      | Sergey Koudentsov (312è)                       |

UCI Àsia Tour
| Temporada | Classificació per equips | Millor ciclista en la classificació individual |
| --------- | ------------------------ | ---------------------------------------------- |
| 2005      | 7è                       | Jamsran Ulzii-Orshikh (21è)                    |
| 2006      | 4t                       | Jamsran Ulzii-Orshikh (12è)                    |
| 2007      | 8è                       | Jamsran Ulzii-Orshikh (35è)                    |
| 2008      | 5è                       | Sergey Koudentsov (20è)                        |
| 2009      | 27è                      | Jacques Janse van Rensburg (101è)              |
| 2010      | 36è                      | Bradley Hall (95è)                             |
| 2011      | 58è                      | Estifanos Gebresilassie (240è)                 |

UCI Europa Tour
| Temporada | Classificació per equips | Millor ciclista en la classificació individual |
| --------- | ------------------------ | ---------------------------------------------- |
| 2006      | 120è                     | Rhys Pollock (1248è)                           |
| 2007      | 120è                     | Pol Nabben (819è)                              |
| 2008      | 118è                     | Sergey Koudentsov (1139è)                      |
| 2009      | 110è                     | Jacobus Venter (546è)                          |
| 2011      | 109è                     | Jason Christie (882è)                          |
| 2012      | 122è                     | Marc Ryan (1031è)                              |

UCI Oceania Tour
| Temporada | Classificació per equips | Millor ciclista en la classificació individual |
| --------- | ------------------------ | ---------------------------------------------- |
| 2005      | 13è                      | Robin Reid (16è)                               |
| 2006      | 9è                       | Robin Reid (12è)                               |
| 2007      | 19è                      | Robin Reid (57è)                               |
| 2011      | 12è                      | Jason Christie (36è)                           |